# James C. Condos

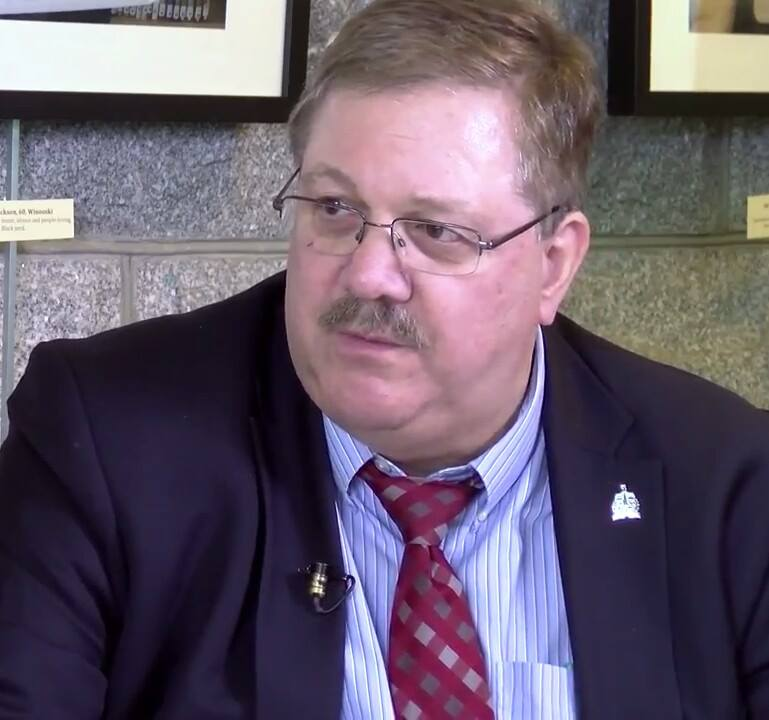
James C. Condos

James C. Condos, genannt Jim Condos (* 29. Januar 1951 in Orange, New Jersey), ist ein  US-amerikanischer Politiker, der seit 2011 Secretary of State von Vermont ist.

## Leben
James C. Condos wurde in Orange, New Jersey geboren. Als er vier Jahre alt war, zog seine Familie nach Vermont, ins Chittenden County. Dort besuchte er die öffentlichen Schulen. Später, nach einem Umzug, ging er in South Burlington zur Schule. Die University of Vermont schloss er im Jahr 1974 ab. 
Condos ist zuständig für die Öffentlichkeitsarbeit der Vermont Gas Systems, Inc., in South Burlington. Er war Mitglied der Chittendon County Regional Planning Commission, des CCRPC Transportation and Utilities Commitee, des Chittenden County Solid Waste District, der Chittenden County Transportation Authority, des VLCT Finance, Administration & Intergovernmental Relations Committee und dem South Burlington Zoning Board. Seit 1989 ist er Mitglied des South Burlington City Councils und seit 1999 der Vorsitzende des City Councils. Condos ist Mitglied der Demokratischen Partei und war von 2001 bis 2008 Mitglied des Senats von Vermont.
Zudem gehört er seit 1999 der Chittenden County Metropolitan Planning Organization an, ebenso der Vermont league of Cities and Towns des VLCT Transportation Committee und des Vermont Public Transit Advisory Council, zudem der National League of Cities Policy Steering Committee on Energy, Environment, and Natural Resources und der NLC Clean Air Task Force.
Er ist verheiratet mit Cindy Hall. Das Paar hat eine Tochter.